# Kanton Roybon
Kanton Roybon (fr. Canton de Roybon) je francouzský kanton v departementu Isère v regionu Rhône-Alpes. Skládá se z 11 obcí.

## Obce kantonu
- Beaufort
- Châtenay
- Lentiol
- Marcilloles
- Marcollin
- Marnans
- Montfalcon
- Roybon
- Saint-Clair-sur-Galaure
- Thodure
- Viriville